# Datong, Qijiang
Datong (kinesiska: 打通) är en köping i sydvästra Kina. Den ligger i stadsdistriktet Qijiang i storstadsområdet Chongqing, omkring 110 kilometer söder om det centrala stadsdistriktet Yuzhong. Antalet invånare är 51 025. Befolkningen består av 25 285 kvinnor och 25 740 män. Barn under 15 år utgör 17,0 %, vuxna 15-64 år 71 %, och äldre över 65 år 10,0 %.